# Szonóra
A Szonóra latin eredetű női név, jelentése: csengő, zengő hangú.

## Gyakorisága
Először valószínűleg Puccini Nyugat lánya című operájában fordult elő. Az 1990-es években szórványos név, a 2000-es években nem szerepel a 100 leggyakoribb női név között.

## Névnapok
- május 31.[2]
- szeptember 14.[2]